# Thomas Metzen
Thomas Metzen (* 27. Juli 1981) ist ein deutscher Fußballschiedsrichter. Metzen lebt in Mechernich, ist Vorstandsassistent und seit 2004 DFB-Schiedsrichter. Er pfeift für den Verein Concordia Weyer.
Seit 2008 leitet Metzen Spiele der 2. Fußball-Bundesliga. In seiner ersten Zweitliga-Saison zeigte er insgesamt 29-mal die Gelbe Karte und 4-mal die Rote Karte. Er erhielt vom kicker die Gesamtnote 3,81.

## Doppel-Gelb
Metzen erlangte im Herbst 2008 mediale Aufmerksamkeit, als er im Spiel 1. FSV Mainz 05 gegen FC St. Pauli die Spieler Florian Bruns und Miroslav Karhan gleichzeitig verwarnte. Dabei zog er zwei gelbe Karten parallel aus den Brusttaschen und sorgte damit für ein geteiltes Echo. Während die Spieler der Mannschaften und die Medien die Aktion positiv bewerteten, kritisierte der DFB Metzen scharf und setzte ihn erst im März 2009 wieder für ein Spiel der 2. Bundesliga an. Obwohl das gleichzeitige Aussprechen zwei gelber Karten nicht verboten ist, argumentierte der DFB, dass sich ein Schiedsrichter durch solche Aktionen zu sehr in den Mittelpunkt des Geschehens stellen würde. Die Presse zeigte sich davon unbeeindruckt und taufte Thomas Metzen „Eifel-Django“.